# Тінг
Тінг (сканд. ting, ісл. þing, нім. Thing) — давньоскандинавські та германські урядові збори, які складалися з вільних чоловіків країни або області. Тінги зазвичай мали не лише законодавчі повноваження, але й право обирати вождів або королів (конунгів). Під скандинавським впливом тінги з'явилися в північній Англії та на острові Мен. У словʼянських народів та на Русі аналогом тінгу було віче.

## Етимологія
Назва походить від давньогерманського *thingam — «збори», від якого також йде значення англійського слова thing «річ, об'єкт, справа». Ймовірно походить від інодоєвропейського кореня *ten «простягатися» (у часі, про асамблею). Траєкторія розвитку цього кореня в германських мовах нагадує розвиток слова «річ» у романських мовах: фр. chose та ісп. cosa походять від латинського causa «юридичний процес, тяжба».

## Тацит про тінг
Тінг (або таг) змальовано в праці історика Тацита «Про походження германців та розташування Германії».
Розглядалися важливі питання, що стосувалися всіх мешканців общини або племені.

11. Про справи, менш важливі, радяться їх старійшини, про важливіші — усі; хоча, старійшини заздалегідь обговорюють й такі справи, рішення яких належить лише народові.

Збори відкривали жерці.

Жерці наказують їм дотримуватися тиші, володіючи при цьому правом карати незгодних. Потім вислуховує цар та старійшини залежно від їх віку, залежно від знатності, залежно від бойової слави, залежно від красномовства, більше впливаючи переконанням, аніж володіючи правом наказувати. Якщо їх пропозиції не зустрічають співчуття, учасники зборів гучно їх відхиляють; якщо, навпаки, подобаються, — розгойдують підняті догори фрамеї: адже віддати хвалу зброєю, на їх погляд, — найпочесніший вид схвалення.

Таги окрім законодавчої функції виконували й судову.

12. На таких народних зборах можна також висунути звинувачення й витребувати засудження до смертної кари. Суворість покарання визначається важкістю злочину: зрадників та перебіжчиків вони вішають на деревах, боягузів та тих, хто схибив у бою, а також тих, хто знеславив своє тіло, — топлять в бруді й болоті, закидаючи зверху деревами та гілками. Різноманіття в засобах убивства ґрунтується на тому, що злочини та покарання за них необхідно, на їх думку, виставляти нагора, а ганебні вчинки — приховувати. Але й за легші проступки покарання відповідне до їх важливості: з викритих стягується певна кількість коней та овець. Частину накладеного на них стягнення передають цареві або племені, частину — постраждалому або його рідним. На тих самих зборах також обирають старійшин, які правлять судочинство в округах та поселеннях; кожному з них дається охорона кількістю в сто осіб з простого люду — одночасно й рада, що стоїть при них, й сила, на яку вони спираються.

На збори приходили озброєними.

13. Будь-які справи — й приватні, й суспільні — вони розглядають не інакше як озброєні.

Також на тагові юнаків висвячували на чоловіків.

Але ніхто не наважується, всупереч звичаєві, носити зброю, поки не буде визнаний общиною зрілим для цього. Тоді тут на народних зборах хто-небудь зі старійшин, або батько, або рідні вручають юнакові щит та фрамею: це — їх тоґа, це перша досяжна юності почесть; до цього в них бачать частину родини, після цього — племені.

## Спадковість традицій
Більшість парламентів та місцевих законодавчих зборів Скандинавії досі містять в своїй назві слово «тінг», як наприклад данський Фолькетінг та норвезький Стортінг. Ісландський Альтінг вважається найдавнішим в світі досі активним парламентом.